# 21510 Шемнітц
21510 Хемніц (21510 Chemnitz) — астероїд головного поясу, відкритий 22 травня 1998 року.
Тіссеранів параметр щодо Юпітера — 3,337.